# Madrid Tennis Grand Prix 1974
Il Madrid Tennis Grand Prix 1974 è stato un torneo di tennis giocato sulla terra rossa. È stata la 3ª edizione del Madrid Tennis Grand Prix che fa parte del Commercial Union Assurance Grand Prix 1974. Si è giocato a Madrid in Spagna dal 7 al 14 ottobre 1974.

## Campioni

### Singolare
Ilie Năstase ha battuto in finale  Björn Borg con il punteggio di 6–4, 5–7, 6–2, 4–6, 6–4

### Doppio
Patrice Dominguez /  Antonio Muñoz hanno battuto in finale  Brian Gottfried /  Raúl Ramírez con il punteggio di 6–1, 6–3